# Llumesanas
Llumesanas (en menorquín Llucmaçanes) es un pequeño núcleo rural que se encuentra en el término municipal de Mahón, Menorca. Pedanía a unos 3 km del centro de la capital menorquina y a menos de 1 km del Aeropuerto de Menorca.
Incluye una iglesia en honor de san Cayetano, patrono del núcleo y santo que da nombre a las fiestas mayores, que se celebran el primer fin de semana de agosto.
Es una comunidad viva que lucha por la preservación del entorno rural y en la que varios vecinos mantienen actividad agrícola en sus fincas, criando además ovejas, vacas, cerdos, cabras y algunos tipos de aves.

## Enlaces de interés
- Web de Llumesanas - Menorca
- Llumesanas en Google Maps

- Datos: Q5977885
- Multimedia: Llucmaçanes / Q5977885